# MLCad
MLCad is een computerprogramma voor het maken van 3D voorwerpen, met LEGO-stenen.
De naam van het programma komt niet van Mike's Lego Cad, naar de naam van de programmeur: Michael Lachmann. Voordat hij MLCad maakte bestond er al een programma om virtuele LEGO-stenen op de computer te gebruiken, het programma LDraw. Dat had echter geen grafisch gebruikersinterface. Het programma MLCad kan grafisch met LEGO-stenen bouwen. Het maakt daarbij wel gebruik van de definities van de LEGO-stenen van LDraw.
Het programma heeft functies voor onder andere het eenvoudig samenstellen van een minifig (LEGO-poppetje), en goede mogelijkheden om eerder gebouwde voorwerpen te gebruiken. Wanneer iets is gebouwd met het programma, kan het door een ander programma gerenderd worden, tot een afbeelding.
Het programma is gratis voor persoonlijk gebruik.